# Clitunno
Der Clitunno (in der Antike Clitumnus) ist ein Fluss mit 40 km Länge in der Provinz Perugia in Umbrien in Italien, der bei Cannara als Nebenfluss in den Topino mündet.

## Verlauf
Der Fluss entspringt bei Pissignano, einem Ortsteil ca. 3 km nordwestlich der Gemeinde Campello sul Clitunno, Provinz Perugia und ca. 43 km südöstlich von Perugia bei den Fonti di Clitunno. Danach fließt er nordwestlich nach Trevi, wo er zwischen Trevi und Cannaiola, einem Ortsteil von Trevi, weiter nach Nordosten und durch Bevagna fließt. Nach Capro (Bevagna) vereinigt er sich mit dem Timia und mündet südlich von Cannara als linker Nebenfluss in den Topino, der über den Chiascio in den Tiber fließt.

## Geschichte
In der Antike war der Clitumnus vor allem wegen seiner Quellen bekannt, die vom jüngeren Plinius nach Art eines Locus amoenus ausführlich beschrieben wurden. Bei ihnen befand sich ein Heiligtum des gleichnamigen Flussgottes. Diesem Iupiter Clitumnus zu Ehren feierte man im Mai das Fest der Clitumnalia. Der Tempel, auch als Orakelort bekannt und besucht, stand unter der Aufsicht der Stadt Hispellum, welcher der Kaiser Augustus dieses Gebiet geschenkt hatte. Ein Besuch des Kaisers Caligula dort ist belegt. Im frühen Mittelalter wurde der Tempel in eine Kirche umgestaltet. Die landschaftlichen Schönheiten des Clitumnus wurden von antiken Schriftstellern gerühmt. Im 19. Jahrhundert widmeten Byron und Giosuè Carducci der Quelle und dem Fluss Gedichte. Carducci schrieb in seinen Odi barbare unter dem Titel Alle Fonti del Clitumno:

„Salve, Umbria verde, e tu del puro fonte nume Clitumno!“